# Division d'Honneur 1946-1947
La Division d'Honneur 1946-1947 è stata la 44ª edizione della massima serie del campionato belga di calcio disputata tra il 25 agosto 1946 e il 29 giugno 1947 e conclusa con la vittoria del R.S.C. Anderlecht, al suo primo titolo.

## Formula
Come nella stagione precedente le squadre partecipanti furono 19 e disputarono un turno di andata e ritorno per un totale di 36 partite.
In vista di una riduzione del numero di club per tornare a 16 nella stagione successiva finiti i festeggiamenti per la liberazione le retrocesse furono cinque.

## Classifica finale
| Pos. | Squadra                     | G  | V  | N  | P  | GF  | GS  | Punti |
| ---- | --------------------------- | -- | -- | -- | -- | --- | --- | ----- |
| 1    | R.S.C. Anderlecht           | 36 | 21 | 7  | 8  | 112 | 59  | 50    |
| 2    | Olympic Charleroi           | 36 | 18 | 6  | 12 | 78  | 49  | 48    |
| 3    | KV Mechelen                 | 36 | 17 | 8  | 11 | 89  | 49  | 45    |
| 4    | Anversa                     | 36 | 19 | 10 | 7  | 72  | 51  | 45    |
| 5    | Racing Club Bruxelles       | 36 | 16 | 9  | 11 | 82  | 69  | 43    |
| 6    | K Berchem Sport             | 36 | 17 | 11 | 8  | 89  | 82  | 42    |
| 7    | R.F.C. de Liège             | 36 | 19 | 14 | 3  | 98  | 64  | 41    |
| 8    | KM Lyra                     | 36 | 13 | 13 | 10 | 64  | 70  | 36    |
| 9    | Standard Liegi              | 36 | 14 | 14 | 8  | 76  | 73  | 36    |
| 10   | Lierse S.K.                 | 36 | 13 | 14 | 9  | 80  | 90  | 35    |
| 11   | K.A.A. Gent                 | 36 | 14 | 15 | 6  | 64  | 76  | 34    |
| 12   | R. Beerschot AC             | 36 | 13 | 17 | 6  | 66  | 65  | 32    |
| 13   | Royale Union Saint-Gilloise | 36 | 13 | 17 | 6  | 86  | 95  | 32    |
| 14   | K Boom FC                   | 36 | 13 | 17 | 6  | 53  | 66  | 32    |
| 15   | CS La Forestoise            | 36 | 10 | 17 | 9  | 55  | 80  | 29    |
| 16   | White Star Woluwé F.C.      | 36 | 9  | 17 | 10 | 60  | 84  | 28    |
| 17   | Eendracht Alost             | 36 | 10 | 18 | 8  | 66  | 81  | 28    |
| 18   | K Saint-Nicolas SK          | 36 | 11 | 21 | 4  | 53  | 102 | 26    |
| 19   | Club Brugge K.V.            | 36 | 7  | 21 | 8  | 56  | 94  | 22    |

G = Partite giocate; V = Vittorie; N = Nulle/Pareggi; P = Perse; GF = Goal fatti; GS = Goal subiti; 